# Lea Bošković
Lea Bošković (Zagabria, 22 settembre 1999) è una tennista croata.

## Biografia
Lea Bošković ha vinto 7 titoli in singolare e 8 titoli in doppio nel circuito ITF. L'11 dicembre 2023 ha raggiunto il best ranking in singolare al numero 210 del ranking WTA, mentre il 27 febbraio 2023 ha toccato in doppio la posizione 215 mondiale.
Ha disputato sei incontri con la squadra croata di Fed Cup vincendone tre.

## Statistiche ITF

### Singolare

#### Vittorie (7)
| Torneo $100.000 (0) |
| Torneo $80.000 (0)  |
| Torneo $75.000 (0)  |
| Torneo $60.000 (1)  |
| Torneo $50.000 (0)  |
| Torneo $40.000 (0)  |
| Torneo $25.000 (2)  |
| Torneo $15.000 (4)  |
| Torneo $10.000 (0)  |

| N. | Data             | Torneo                                    | Superficie  | Avversaria in finale | Punteggio        |
| 1. | 9 aprile 2017    | Bluesun Tucepi Open, Tučepi               | Terra rossa | Lenka Juríková       | 6-3, 1-6, 6-1    |
| 2. | 18 marzo 2018    | Hammamet Open, Hammamet                   | Terra rossa | Isabella Šinikova    | 6(7)–7, 6–3, 6–4 |
| 3. | 29 aprile 2018   | Bluesun Tucepi Open, Tučepi               | Terra rossa | Tena Lukas           | 1–6, 6–0, 6–4    |
| 4. | 28 luglio 2019   | BMW AHG Cup, Horb am Neckar               | Terra rossa | Simona Waltert       | 6-4, 0-6, 6-1    |
| 5. | 15 novembre 2020 | Jolie Ville Golf Women's, Sharm el-Sheikh | Cemento     | Joanna Garland       | 6-4, 6-4         |
| 6. | 7 agosto 2022    | Hechingen Ladies Open, Hechingen          | Terra rossa | Noma Noha Akugue     | 7-5, 3-6, 6-4    |
| 7. | 8 ottobre 2023   | Jcastillo-Occident, Baza                  | Cemento     | Alina Čaraeva        | 6-3, 6-2         |

#### Sconfitte (9)
| Torneo $100.000 (0) |
| Torneo $80.000 (0)  |
| Torneo $75.000 (0)  |
| Torneo $60.000 (1)  |
| Torneo $50.000 (0)  |
| Torneo $40.000 (1)  |
| Torneo $25.000 (4)  |
| Torneo $15.000 (3)  |
| Torneo $10.000 (0)  |

| N. | Data             | Torneo                                                          | Superficie  | Avversaria in finale | Punteggio        |
| 1. | 8 aprile 2018    | Hammamet Open, Hammamet                                         | Terra rossa | Montserrat González  | 6–2, 2–6, 2–6    |
| 2. | 8 luglio 2018    | Prokuplje Open, Prokuplje                                       | Terra rossa | Gabriela Pantůčková  | 2–6, 6–2, 3–6    |
| 3. | 15 luglio 2018   | Prokuplje Open, Prokuplje                                       | Terra rossa | Gabriela Pantůčková  | 3–6, 0–6         |
| 4. | 19 dicembre 2020 | ITF Women Val Gardena Südtirol Raiffeisen, Selva di Val Gardena | Cemento (i) | Zheng Qinwen         | 7-6(0), 0-6, 3-6 |
| 5. | 6 giugno 2021    | Krka Open Otocec, Otočec                                        | Terra rossa | Maryna Zanevs'ka     | 6(4)-7, 0-6      |
| 6. | 2 luglio 2022    | Città di Tarvisio Tennis Cup, Tarvisio                          | Terra rossa | Tara Würth           | 5-7, 0-6         |
| 7. | 11 dicembre 2022 | Magic Tours, Monastir                                           | Cemento     | Çağla Büyükakçay     | 5-7, 6-0, 2-6    |
| 8. | 23 luglio 2023   | ITS Cup, Olomouc                                                | Terra rossa | Darja Semeņistaja    | 7-6(6), 3-6, 1-6 |
| 9. | 19 novembre 2023 | Madeira Ladies Open, Funchal                                    | Cemento     | Dominika Šalková     | 6-4, 5-7, 3-6    |

### Doppio

#### Vittorie (8)
| Torneo $100.000 (0) |
| Torneo $80.000 (0)  |
| Torneo $75.000 (0)  |
| Torneo $60.000 (0)  |
| Torneo $50.000 (0)  |
| Torneo $40.000 (0)  |
| Torneo $25.000 (5)  |
| Torneo $15.000 (2)  |
| Torneo $10.000 (1)  |

| N. | Data              | Torneo                                 | Superficie  | Compagna            | Avversarie in finale                           | Punteggio           |
| 1. | 22 ottobre 2016   | Pro Circuit Power by Lukas Sport, Bol  | Terra rossa | Kaja Juvan          | Mariana Dražić Ani Mijačika                    | 4-6, 7-5, [10-4]    |
| 2. | 15 ottobre 2017   | Hammamet Open, Hammamet                | Terra rossa | Yasmine Mansouri    | Mariana Dražić Isabella Šinikova               | 1–6, 6–4, [10–6]    |
| 3. | 8 luglio 2018     | Prokuplje Open, Prokuplje              | Terra rossa | Veronika Erjavec    | Barbara Bonić Jelena Stojanovic                | 6–0, 3–6, [10–7]    |
| 4. | 14 settembre 2019 | Frýdek Místek Open Cup, Frýdek-Místek  | Terra rossa | Despina Papamichail | Oana Georgeta Simion Julia Wachaczyk           | 6–3, 6-2            |
| 5. | 7 maggio 2022     | ITF Split Open, Spalato                | Terra rossa | Veronika Erjavec    | Mana Kawamura Funa Kozaki                      | 4–6, 6–1, [10–2]    |
| 6. | 21 maggio 2022    | Carinthian Open, Villaco               | Terra rossa | Veronika Erjavec    | Miharu Imanishi Kanako Morisaki                | 3-6, 6-3, [11-9]    |
| 7. | 1º luglio 2022    | Città di Tarvisio Tennis Cup, Tarvisio | Terra rossa | Veronika Erjavec    | Ilona Georgiana Ghioroaie Oana Georgeta Simion | 6–1, 6(5)-7, [10–7] |
| 8. | 29 ottobre 2022   | Empire Women's Indoor, Trnava          | Cemento (i) | Weronika Falkowska  | Lu Jiajing Oana Georgeta Simion                | 7–6(7), 2–6, [10–6] |

#### Sconfitte (8)
| Torneo $100.000 (0) |
| Torneo $80.000 (1)  |
| Torneo $75.000 (0)  |
| Torneo $60.000 (0)  |
| Torneo $50.000 (0)  |
| Torneo $40.000 (0)  |
| Torneo $25.000 (6)  |
| Torneo $15.000 (0)  |
| Torneo $10.000 (1)  |

| N. | Data             | Torneo                                        | Superficie  | Compagna           | Avversarie in finale                        | Punteggio           |
| 1. | 15 ottobre 2016  | Pro Circuit Power by Lukas Sport, Bol         | Terra rossa | Malene Helgo       | Mariana Dražić Rebeka Stolmár               | 6(5)-7, 6(5)-7      |
| 2. | 5 agosto 2018    | Knoll Open, Bad Saulgau                       | Terra rossa | Chiara Scholl      | Albina Khabibulina Helène Scholsen          | 2–6, 4–6            |
| 3. | 21 ottobre 2018  | Forte Village International Tournament, Pula  | Terra rossa | Cristina Dinu      | Martina Colmegna Federica Di Sarra          | 4-6, 6(1)-7         |
| 4. | 23 novembre 2019 | Oracle Pro Series Naples Women's Open, Naples | Terra verde | Seone Mendez       | María José Portillo Ramírez Gabriela Talabă | 5-7, 2-6            |
| 5. | 30 maggio 2021   | Krka Open Otocec, Otočec                      | Terra rossa | Raluca Șerban      | Federica Di Sarra Camilla Rosatello         | 4-6, 7-6(4), [4-10] |
| 6. | 16 aprile 2022   | ForteVillage ITF Throphy, Pula                | Terra rossa | Tena Lukas         | Lina Ǵorčeska Eva Vedder                    | 5-7, 2-6            |
| 7. | 19 novembre 2022 | Open Villa de Madrid, Madrid                  | Terra rossa | Daniela Vismane    | Aliona Bolsova Rebeka Masarova              | 3-6, 3-6            |
| 8. | 7 ottobre 2023   | Jcastillo-Occident, Baza                      | Cemento     | Ángela Fita Boluda | Olivia Gadecki Samantha Murray Sharan       | 5-7, 6-4, [4-10]    |

## Grand Slam Junior

### Doppio

#### Sconfitte (1)
| Tornei del Grande Slam  |
| ----------------------- |
| Australian Open (0)     |
| Open di Francia (0)     |
| Torneo di Wimbledon (0) |
| US Open (1)             |

| N. | Data             | Torneo            | Superficie | Compagna  | Avversarie in finale         | Punteggio |
| 1. | 9 settembre 2017 | US Open, New York | Cemento    | Wang Xiyu | Olga Danilović Marta Kostjuk | 1-6, 5-7  |